# Matthias von Nesselrode-Ehreshoven
Matthias von Nesselrode-Ehreshoven (* vor 1592; † 1670) war Domherr in Münster und Paderborn.

## Leben

### Herkunft
Matthias von Nesselrode-Ehreshoven entstammte als Sohn des Wilhelm von Nesselrode († 1620, Amtmann zu Blankenberg) und dessen Gemahlin Anna Freiin von Loe (1592–1650) dem westfälischen Adelsgeschlecht von Nesselrode. Aus diesem, welches seinen Stammsitz von 1396 bis 1921 im Schloss Ehreshoven hatte, sind zahlreiche Amtmänner und Räte in bergischen Diensten sowie Domherren und Kanoniker hervorgegangen.
Matthias hatte fünf Geschwister: Anna Sybilla war mit Friedrich von Schellart, Jesine Elisabeth mit Johann von Wylich verheiratet. Bertram (1593–1687) war Erbkämmerer und mit Lucia von Hatzfeld verheiratet. Johann Heinrich war Ritter des Deutschen Ordens. Wilhelm starb 1620 in Prag.

### Familie
Am 11. September 1623 heiratete er Maria Elisabeth von Wylich. Das Paar hatte mehrere Kinder:
- Anna Catharina (Kanonisse in Rintrup)
- Anna Johanna Sebastiana († 16. Februar 1721)[1]

⚭ 1649 Franz Wessel von der Recke († 1650)
⚭ 1667 Johann Dietrich von Graff zu Hassel
- Franz
- Johann Matthias (1623–1674)
- Johann Bertram (1624–1712)
- Johann Wilhelm (1625–1692)
- Johann Salentin (1634–1717) ⚭ 1666 Franziska Margaretha Christina von Brempt († 1696)
- Johann Sigismund (1635–1703)

### Wirken
Mit dem Erhalt der Tonsur am 22. Dezember 1615 wurde Matthias auf ein geistliches Leben vorbereitet und brachte sich am 11. Januar 1616 mit der Aufschwörung auf die Geschlechter Nesselrode, Loe, Steck und Flosdorf in den Besitz der Dompräbende des verstorbenen Domherrn Johann von Hüchtebrock in Münster. Matthias war auch Domherr in Paderborn. Am 6. Februar 1623 verzichtete er auf die Präbenden und heiratete.